# Кар-Нікобар
Кар-Нікобар — найпівнічніший острів архіпелагу Нікобарські острови. Тут розташовується адміністративний центр регіону — селище Малакка.

## Клімат
Острів знаходиться у зоні, котра характеризується мусонним кліматом. Найтепліший місяць — березень із середньою температурою 28.3 °C (83 °F). Найхолодніший місяць — жовтень, із середньою температурою 26.7 °С (80 °F).
| Клімат о. Кар-Нікобар   | Клімат о. Кар-Нікобар | Клімат о. Кар-Нікобар | Клімат о. Кар-Нікобар | Клімат о. Кар-Нікобар | Клімат о. Кар-Нікобар | Клімат о. Кар-Нікобар | Клімат о. Кар-Нікобар | Клімат о. Кар-Нікобар | Клімат о. Кар-Нікобар | Клімат о. Кар-Нікобар | Клімат о. Кар-Нікобар | Клімат о. Кар-Нікобар | Клімат о. Кар-Нікобар |
| Показник                | Січ.                  | Лют.                  | Бер.                  | Квіт.                 | Трав.                 | Черв.                 | Лип.                  | Серп.                 | Вер.                  | Жовт.                 | Лист.                 | Груд.                 | Рік                   |
| Абсолютний максимум, °C | 32                    | 32                    | 33                    | 35                    | 33                    | 32                    | 33                    | 33                    | 33                    | 32                    | 31                    | 31                    | 35                    |
| Середній максимум, °C   | 30                    | 30                    | 31                    | 32                    | 30                    | 30                    | 30                    | 30                    | 30                    | 29                    | 29                    | 29                    | 30                    |
| Середня температура, °C | 27                    | 27                    | 28                    | 28                    | 27                    | 27                    | 27                    | 27                    | 27                    | 26                    | 26                    | 27                    | 27                    |
| Середній мінімум, °C    | 25                    | 25                    | 25                    | 25                    | 25                    | 25                    | 25                    | 25                    | 24                    | 23                    | 24                    | 25                    | 25                    |
| Абсолютний мінімум, °C  | 18                    | 21                    | 20                    | 22                    | 21                    | 22                    | 22                    | 22                    | 22                    | 22                    | 21                    | 20                    | 18                    |
| Норма опадів, мм        | 90                    | 30                    | 50                    | 80                    | 310                   | 310                   | 230                   | 250                   | 320                   | 290                   | 280                   | 190                   | 2500                  |
| Днів з дощем            | 6                     | 2                     | 4                     | 5                     | 9                     | 14                    | 12                    | 13                    | 11                    | 9                     | 9                     | 10                    | 109                   |
| Вологість повітря, %    | 78                    | 77                    | 78                    | 81                    | 89                    | 88                    | 88                    | 89                    | 90                    | 92                    | 88                    | 81                    | 85                    |
| ----------------------- | --------------------- | --------------------- | --------------------- | --------------------- | --------------------- | --------------------- | --------------------- | --------------------- | --------------------- | --------------------- | --------------------- | --------------------- | --------------------- |
| Джерело: Weatherbase    |                       |                       |                       |                       |                       |                       |                       |                       |                       |                       |                       |                       |                       |